# Brunei aux Jeux olympiques d'été de 1988
Brunei a participé aux Jeux olympiques pour la première fois aux Jeux olympiques d'été de 1988 à Séoul, en Corée du Sud. La nation a envoyé un officiel, mais aucun athlète. Il faudra attendre huit ans plus tard, aux Jeux de 1996, avant que les athlètes de Brunei ne participent pour la première fois aux Jeux Olympiques.